# Д’Анетан, Жюль
Жюль Жозеф, барон д’Анетан (фр. Jules Joseph, Baron d’Anethan; 23 апреля 1803, Брюссель — 8 октября 1888, Схарбек) — бельгийский католический политический деятель, глава правительства Бельгии (1870—1871).

## Биография
Изучал право в имперском Лёвенском университете, докторскую степень получил в 1824 году. В 1826 г. поступил на государственную судебную службу в качестве прокурора в Куртре, в 1831 г. становится королевским прокурором, а в 1836 г. — генеральным прокурором апелляционного суда в Брюсселе.
В 1843—1847 гг. занимал должность министра юстиции. В 1844 г. (по 1849 год) был избран в Палату представителей бельгийского парламента, а в 1849 г. вошел в состав Сената (по 1888 год).
В 1846 г. занимал пост военного министра.
В 1870 г. сформировал клерикальный кабинет в качестве премьер-министра и министра иностранных дел во времена правления Леопольда II 2 июля 1870 года. Вместе с королём принял программу военной реформы, в частности, был введён призыв. Занимал осторожную позицию в отношении Франко-прусской войны. После назначения Пьера де Деккера губернатором провинции Лимбург в стране возник политический кризис, который привёл к отставке правительства.
В 1884—1885 гг. занимал пост председателя бельгийского Сената. Имел почетное звание государственного министра.

## Должности
- Министр юстиции: 16 апреля 1843 — 12 августа 1847;
- Министр внутренних дел (и. о.): 19 июня — 30 июля 1845;
- Военный министр (и. о.): 27 февраля — 3 марта 1846;
- Бургомистр Линкебека: 1868—1874;
- Министр иностранных дел: 2 июля 1870 — 7 декабря 1871;
- Министр общественных работ (и. о.): 3 августа — 12 сентября 1870;
- Сенатор 3 августа 1849: 24 мая 1888;
- Вице-Президент Сената Бельгии: 1869—1870 и 1874—1880[2];
- Президент Сената Бельгии: 23 июля 1884 — 29 августа 1885.

## Награды и звания
- Большой крест Ордена Леопольда I.
- Рыцарь Большого креста ордена Христа (Португалия)[3].
- Рыцарь Большого креста ордена Розы (Бразилия)[3].
- Великий Офицер Ордена Белого слона (Таиланд)[3].
- Рыцарь Большого креста Королевского Гвельфского ордена (Гановер)[3].